# Lelkowa Góra
 Lelkowa Góra  (738 m n.p.m.) – wzniesienie w południowo-zachodniej Polsce, w Sudetach Środkowych, w Górach Stołowych.
Wzniesienie położone w środkowo-zachodniej części pasma Gór Stołowych, na północny wschód od miejscowości Jakubowice, po południowej stronie od Błędnych Skał.
Jest to rozległe wzniesienie, o stromych zboczach, z płaskim mało wyrazistym wierzchołkiem górujące od południowego zachodu nad Jakubowicami.
Ukształtowanie i rzeźba wzniesienia jest bardzo zróżnicowana i należy do jednych z najciekawszych w Górach Stołowych. Ciekawa rzeźba związana jest ze złożoną budową geologiczną. Znaczący wpływ na ukształtowanie mają zachodzące intensywnie procesy erozyjne, głównie erozja wodna zarówno powierzchniowa i podziemna. Wzniesienie zbudowane z górnokredowych piaskowców. Położenie góry, kształt góry i rozciągnięta część szczytowa, czynią górę rozpoznawalną w terenie. Od wschodu wzniesienie wydzielone jest głęboką doliną Trzemeszna, wzdłuż której prowadzi Szosa Stu Zakrętów z Radkowa do Kudowy-Zdrój.
Wierzchołek i zbocza wzniesienia porasta w całości las świerkowy regla dolnego z domieszką drzew liściastych. Zbocza wzniesienia poniżej szczytu trawersuje kilka leśnych dróg i ścieżek. Wschodnie i północne zbocze trawersuje „Droga Aleksandra” prowadząca do Błędnych Skał.

## Turystyka
Na szczyt nie prowadzi szlak turystyczny
- czerwony -  prowadzący północno-zachodnim podnóżem z Kudowy-Zdroju przez Błędne, Skały Szczeliniec, Karłów do Wambierzyc.
- zielony - prowadzący północnym podnóżem z Kudowy-Zdroju przez, Darnków do Rozdroża pod Lelkową.